# Stazione di Blankenfelde (Kr Teltow-Fläming)
La stazione di Blankenfelde (Kr Teltow-Fläming) è sulla linea Berlino-Dresda nella località di Blankenfelde, frazione del comune di Blankenfelde-Mahlow, circondario del Teltow-Fläming nello stato del Brandeburgo in Germania. La stazione è composta da due sezioni strutturalmente separate l'una dall'altra. Una sezione si trova appena a sud del passaggio a livello Karl-Marx-Straße ed è costituita da una piattaforma insulare per servizi regionali e a lunga distanza. L'altra sezione si trova a nord di Karl-Marx-Straße ed è il capolinea meridionale della linea S2 (S-Bahn di Berlino). Sulle mappe ufficiali della S-Bahn il suo nome è "Blankenfelde (Kr Teltow-Fläming)" per evitare possibili confusioni con la località Blankenfelde di Pankow nel distretto di Berlino settentrionale.

## Storia
Fino alla fine degli anni 1950, gli unici servizi passeggeri di Blankenfelde venivano forniti dalla S-Bahn di Berlino. Vennero successivamente inseriti alcuni servizi extraurbani sui binari a lunga percorrenza per aggirare Berlino ovest. Nel 1960 fermavano alla stazione tre treni diretti a Berlino e quattro provenienti da Berlino. Il biglietto della S-Bahn poteva essere utilizzato anche sui treni a lunga percorrenza. Dopo la costruzione del Muro di Berlino, andavano verso Berlino via Stazione di Berlino-Schönefeld Aeroporto.
Dopo la caduta del Muro e la rimessa in servizio della S-Bahn a Blankenfelde, il trasporto regionale continuò a utilizzare il percorso via Schönefeld e i treni avevano una frequenza di circa due all'ora verso Berlino. I treni sul servizio da Potsdam a Wünsdorf si fermavano anche a Blankenfelde, negli anni 1990, ma questo servizio fu abbandonato dopo alcuni anni.
Oggi la stazione è servita dalla linea S2 con frequenza ogni 20 minuti e dai treni RE3 e RE7 Regional-Express con frequenza oraria.

### Esplicative
1. ↑  Abbreviazione di Blankenfelde (Kreis Teltow-Fläming), letteralmente "Blankenfelde (circondario di Teltow-Fläming)".

### Bibliografiche
1. ↑  Deutsche Reichsbahn, orari estate 1957
2. ↑  Deutsche Reichsbahn, orario estivo 1960